# Всеукраинский кооперативный совет
Всеукраинский кооперативный совет (ВУКОРАДА; укр. Всеукраїнська кооперативна рада) — общественно-кооперативная организация, основанная декретом Совнаркома УССР от 31 октября 1921 для регулирования кооперативного движения, формирования единых принципов функционирования различных видов кооперации, созыва кооперативных съездов, установления отношений с органами власти, обработки и издания нормативно-регулятивных актов по кооперативным обществам. В её состав входили 15 представителей центральных кооперативных учреждений, а сама ВУКОРАДА действовала сначала при Вукоопспилке, выполняя директивы Главного кооперативного комитета при СНК УССР, пленум которого 24 апреля 1922 принял «Положение о Всеукраинском кооперативном совете». От государственных структур в ВУКОРАДУ входили В. Затонский, В. Качинский. Действовала до 2 июля 1924 года. Функции и задачи перешли к Украинскому центральному межкооперативному совету (создан 14 октября 1925).